# Jouamaa
Jouamaa (àrab جماعة الجوامعة) és una comuna rural de la província de Fahs-Anjra de la regió de Tànger-Tetuan-Al Hoceima. Segons el cens de 2014 tenia una població total de 7.711 persones. Limita al nord amb la comuna de Malloussa; a l'est, amb la comuna d'Anjra; al nord-oest, amb la comuna de Laaouama; al sud, amb la província de Tetuan; i a l'oest, amb la prefectura de Tanger-Assilah.